# سياسة الاتحاد الأوروبي للإعاقة
تضمن سياسة الاتحاد الأوروبي للأشخاص ذوي الإعاقة مسؤولية حكومية تجاه جميع الأشخاص ذوي الإعاقة في جميع الدول الأعضاء السبع والعشرين في الاتحاد. وتعمل هذه السياسة في إطار مبدأ التبعية: إذ ينبغي تحسين الوضع على المستوى الوطني قدر الإمكان، مع أن الاتحاد الأوروبي سيمتنع مبدئيًا عن وضع قوانين ملزمة تمامًا في هذا المجال. ومن خلال الأنشطة المشتركة لمجلس أوروبا والأمم المتحدة، تُطبّق سياسة الاتحاد الأوروبي للأشخاص ذوي الإعاقة في العديد من الدول الأعضاء في الاتحاد الأوروبي منذ سنوات.

## خلفية
خلال الحرب العالمية الأولى، اقتصر نظام حماية الإعاقة في أوروبا على المحاربين القدامى والجنود، بناءً على مبدأ استحقاق الأفراد لهذه الحماية عند تضحياتهم في سبيل وطنهم. ويُشار إلى هذا المبدأ أيضًا بمفهوم "واجب المقايضة"، حيث يجب أن يحصل الجنود على شيء ما مقابل خدمتهم.
بعد الحرب العالمية الثانية، تغيرت النظرة تجاه الإعاقة، ويعود ذلك جزئيًا إلى ملايين الإصابات التي لحقت بهم في أعقابها. علاوة على ذلك، شهدت فترة ما بعد الحرب ارتفاعًا في معدلات البطالة بين ذوي الإعاقة في جميع أنحاء أوروبا. لذلك، بعد عام 1945، استجابت الدول الأوروبية لهذا الوضع بإجبار أصحاب العمل في البداية على توظيف المحاربين القدامى ذوي الإعاقة، ثم وُسِّعت هذه السياسة لاحقًا لتشمل المدنيين ذوي الإعاقة.

## التشريعات الأوروبية للأشخاص ذوي الإعاقة
منذ نشأة الجماعة الأوروبية، خضعت عملية التشريع داخل الاتحاد لاتفاقيات وإعلانات الأمم المتحدة. وفي نهاية المطاف، سنّت الجماعة الأوروبية قوانينها الخاصة المتعلقة بالأشخاص ذوي الإعاقة قبل انتقالها إلى الاتحاد الأوروبي في أوائل التسعينيات. فيما يلي جدول زمني للتشريعات المتعلقة بالأشخاص ذوي الإعاقة التي وضعها الاتحاد الأوروبي، أو من خلال هيئاته السابقة، مقسمة إلى فترتين: من عام 1945 إلى عام 1992، ومن عام 1992 إلى الوقت الحاضر. ضمنت الفترة الأولى حقوقًا واسعة للأشخاص ذوي الإعاقة وغير ذوي الإعاقة على حد سواء. ومنذ أوائل التسعينيات فصاعدًا، دخلت العديد من المعاهدات والسياسات حيز النفاذ، ركزت تحديدًا على تعزيز حقوق الأشخاص ذوي الإعاقة.
1945-1992
- الاتفاقية الأوروبية لحقوق الإنسان، 1953: لم يُذكر الأشخاص ذوو الإعاقة صراحةً في موادها. تحمي هذه الاتفاقية حقوق الإنسان للأفراد، وبالتالي تشمل ضمنيًا الأشخاص ذوي الإعاقة. ومع ذلك، على مدار السنوات اللاحقة منذ وضع الاتفاقية عام 1959، غيّرت الطلبات والالتماسات التي قدّمها الأشخاص ذوو الإعاقة إلى محكمة حقوق الإنسان والمفوضية الأوروبية نهج الاتفاقية تجاه الإعاقة؛[1]
- معاهدة روما للمجتمع الأوروبي، 1957: يحتفظ المجلس بحق مكافحة التمييز، من بين أمور أخرى، ضد الإعاقة أو السن أو الجنس. تشير مواد المعاهدة إلى أن الناس متساوون، ولهم نفس الحقوق، لكنهم يستحقون أيضًا أجرًا متساويًا مقابل العمل المتساوي؛[2]
- قرار مجلس الجماعات الأوروبية (مجلس الوزراء) المؤرخ 27 يونيو 1974: وضع أول برنامج عمل مجتمعي لإعادة التأهيل المهني للأشخاص ذوي الإعاقة؛[3]
- قرار مجلس الجماعات الأوروبية المؤرخ 27 يونيو 1974: وضع البرنامج المشترك لأنشطة المجتمعات، مع التركيز على إعادة الإدماج المهني والاجتماعي للأشخاص ذوي الإعاقة؛[3]
- قرار مجلس الجماعات الأوروبية المؤرخ 21 كانون الأول/ديسمبر 1981: يركز على الإدماج الاجتماعي للأشخاص ذوي الإعاقة على مستوى المجتمع؛[4]
- توصية بشأن توظيف الأشخاص ذوي الإعاقة في المجتمع، 24 يوليو/تموز 1986: اعتمد مجلس الجماعات الأوروبية هذه التوصية. وقد خُصصت التوصية للمسيرة المهنية للأشخاص ذوي الإعاقة، مع التركيز على إنشاء أماكن عمل جديدة. كما ركزت التوصية أيضًا على التوظيف المحمي. وأُوصي بأن تُراجع كل دولة الوضع في مجال التوظيف المحمي والأنشطة المحمية، وأن تُعدّ تحسينات مستقبلية. كما تقرر منح أولوية قصوى لتحسين إمكانيات تدريب الأشخاص ذوي الإعاقة وإعدادهم لحياة مهنية نشطة. ووجّه المجلس حوافز لأصحاب العمل لتمويل التكاليف الخاصة الناتجة عن توظيف العمال ذوي الإعاقة؛[5]
- الميثاق الاجتماعي الأوروبي [التاريخ مفقود]: يمنح الحق في طلب مزايا من خدمات الرعاية الاجتماعية، ويقدم المساعدة الطبية والاجتماعية لمن يحتاجها. علاوة على ذلك، يتمتع الأشخاص ذوو الإعاقة الذهنية أو الجسدية بالحق في إعادة التوطين الاجتماعي المنظم، والتدريب المهني، وإعادة التأهيل. وينص الميثاق على وجوب إدماج هؤلاء الأشخاص في سوق العمل بشكل مناسب، واتخاذ بعض الخطوات لتشجيع الموظفين على توظيف الأشخاص ذوي الإعاقة؛[6]

1992-حتى الآن
أسست معاهدة ماستريخت الاتحاد الأوروبي رسميًا في عام 1992 باعتباره خليفة للمجموعة الأوروبية.
- كانت معاهدة أمستردام، عام ١٩٩٧، أول معاهدة يتناول فيها الاتحاد الأوروبي قضايا الإعاقة بشكل مباشر. وفرضت التزامًا بمكافحة التمييز ضد الأشخاص ذوي الإعاقة. وبعد توقيع معاهدة أمستردام، اتسع نطاق المبادرات التي اتخذها الاتحاد الأوروبي لوضع سياسة متماسكة للأشخاص ذوي الإعاقة بشكل ملحوظ؛[7]
- اعتُمد ميثاق الحقوق الأساسية للاتحاد الأوروبي، في 7 ديسمبر/كانون الأول 2000، وأُدرج لاحقًا في معاهدة لشبونة. يوضح هذا الميثاق أن جميع الناس متساوون، ويحظر، من جملة أمور، التمييز على أساس الإعاقة، ويعترف بحقوق الأشخاص ذوي الإعاقة في استخدام الوسائل المصممة لضمان استقلاليتهم واندماجهم الاجتماعي والمهني ومشاركتهم في الحياة الاجتماعية، ويحترم هذه الحقوق.[8]
- أنشأت معاهدة لشبونة اتحادًا أوروبيًا يعمل كمنظمة دولية كاملة ذات شخصية قانونية، كما منحت الدول الأعضاء أدوات وآليات للعمل معًا على سياسات مثل تلك الخاصة بالأشخاص ذوي الإعاقة. ومع ذلك، فإن أطر التعاون والمؤسسية التي كانت فعالة لتشغيل الاتحاد الأوروبي بأكمله في العديد من مجالات السياسة المختلفة لم تكن فعالة للغاية بالنسبة للدول الأعضاء السبع والعشرين. وقد أدى ذلك إلى مشكلات في الوفاء بالتزامات تشريعات الاتحاد الأوروبي على نفس المستوى في كل دولة. تتضمن المعاهدة عددًا من الأحكام المتعلقة بوضع الأشخاص ذوي الإعاقة، مثل بند عدم التمييز في مجال الإعاقة على كل مستوى. بدأت طريقة مفتوحة للتنسيق بين الدول في مجالات التوظيف وحماية الصحة والتعليم والتدريب والحماية الاجتماعية؛[9]
- كان قانون المساواة لعام 2010 وسيلة قانونية لحماية الأشخاص ذوي الإعاقة من التمييز في أماكن العمل والمجتمع بشكل عام. وقد حظر التمييز ضدهم في مختلف المجالات، بما في ذلك توصيل السلع، والجمعيات، والمرافق، والخدمات، والعمل، وفي أداء الوظائف العامة، والمباني، والتعليم. وينص القانون على أن الإعاقة إحدى السمات المحمية من بين سمات أخرى، ولا يمكن الاعتماد على هذه الأحكام إلا للأشخاص الذين تم تشخيص إعاقتهم؛[10]
- الاستراتيجية الأوروبية للإعاقة 2010-2020 - استمرار لاستراتيجية سابقة للفترة 2004-2010، والتي تميز 8 مجالات عمل ذات أولوية:
  - إمكانية الوصول - تخصيص الخدمات والسلع للأشخاص ذوي الإعاقة؛
  - المشاركة - التأكد من أن الأشخاص ذوي الإعاقة يستخدمون جميع المزايا والحقوق التي تنتمي إليهم من خلال جنسية الاتحاد الأوروبي، والتي تضمنها الوثائق القانونية والمعاهدات وغيرها؛
  - المساواة - بداية تكافؤ الفرص ومكافحة التمييز،
  - التوظيف - زيادة حصة الأشخاص ذوي الإعاقة الذين يعملون في سوق العمل؛
  - التعليم والتدريب - الإجراءات المعززة للتعليم والتعلم مدى الحياة للشباب ذوي الإعاقة، وضمان المساواة في الوصول إلى التعليم، مما يؤدي إلى المشاركة الكاملة في المجتمع وتحسين نوعية الحياة بشكل عام؛
  - الحماية الاجتماعية – مكافحة الفقر والإقصاء وتعزيز ظروف المعيشة الكريمة؛
  - الرعاية الصحية - المساواة في الوصول إلى الخدمات الطبية؛
  - الإجراءات الخارجية - تعزيز حقوق الأشخاص ذوي الإعاقة بين دول توسع الاتحاد الأوروبي وإنشاء برامج دولية حول الإعاقة؛[11]
- إن اعتماد قانون إمكانية الوصول الأوروبي في عام 2019 هو بداية المرحلة التالية من زخم إمكانية الوصول.[ بحاجة لمصدر ]

## السنة الأوروبية للأشخاص ذوي الإعاقة
أعلن الاتحاد الأوروبي عام 2003 عامًا أوروبيًا للأشخاص ذوي الإعاقة. وعقب نجاح هذا الحدث، أطلقت المفوضية الأوروبية خطة عمل أوروبية بعنوان "تكافؤ الفرص للأشخاص ذوي الإعاقة: خطة عمل أوروبية للأعوام 2004-2010". وهدفت الخطة إلى تطوير نهج عملي مستدام لقضية الأشخاص ذوي الإعاقة في أوروبا الموسعة، والتعرف على حقوقهم وحمايتها.